# Kondudo
Il Kondudo o Kundudo è una amba nella zona Eastern Hararghe della regione Oromia in Etiopia. Domina le località di Fugnan Bira o Gursum, Ejersa Goro, Sakare e Fugnan Hujuba e si staglia come monte più alto nei panorami di Harar.

## Descrizione
È la montagna più alta di una corta catena ad est dell'antica città murata di Harar. È alta circa tremila metri.
La catena montuosa si distingue per estensive grotte popolate da pipistrelli sulla Goba tarara (termine amarico per montagna) e una grotta con antiche incisioni rupestri su Stinico tarara, monte che prende il nome da un ufficiale Italiano lì sconfitto durante la guerra d'Etiopia.

## I cavalli selvaggi
La cima è un'area umida di tredici ettari. Costituisce l'habitat dell'unica popolazione di cavallo selvaggio dell'Africa dell'Est: un gruppo di meno di dieci cavalli a forte rischio di estinzione.
L'Imperatore Haile Selassie I prese dal gruppo il suo primo cavallo, circa nel 1900. Il riferimento fa di loro i cavalli rinselvatichiti più antichi d'Africa.
Il loro numero esiguo, l'ambiente limitato, pressione antropica sull'area e l'attività di un gruppo di pastori che hanno tentato di addomesticarli fanno di loro la popolazione mondiale di questo genere (?) più a rischio d'estinzione.

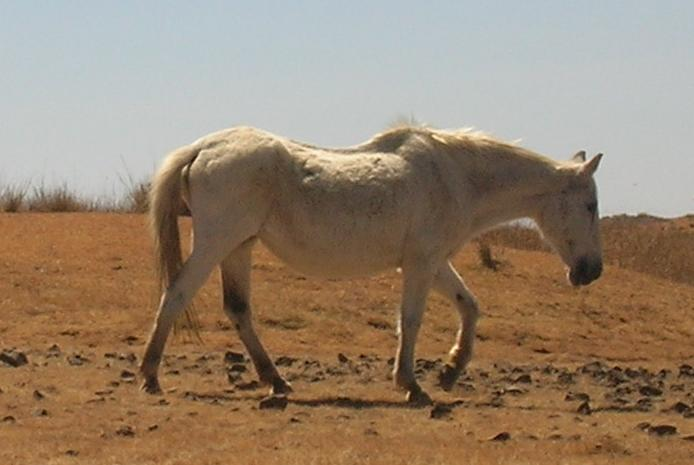
Cavallo rinselvatichito

Una missione italiana nel 2008 li ha ritrovati, pubblicizzato la loro esistenza e posto le basi per un tentativo di proteggere popolazione e singolare ambiente offrendo ai locali alternative economiche alla loro distruzione.
Il responsabile della missione, il  Prof. Viganò, ha avuto incarico dall'Agenzia nazionale etiopica per la protezione dell'ambiente e dall'UNEP di tentare un rapido intervento.
Una seconda missione italiana - sostenuta dagli abitanti di Gursum emigrati nel mondo - ha constatato un ulteriore stato di degrado della cima, la presenza di vacche e una grave siccità. Ha posto le basi sociologiche e politiche per il recupero ambientale dell'area e diffuso le prime foto delle pitture rupestri della grotta del monte Stinico, risultate ignote ai ricercatori del settore.
Le missioni italiane, ora in numero di cinque, hanno portato allo studio di altre località dell'Etiopia orientale per preparare una via turistica che avrà nel Kundudo il punto di arrivo.
Il 23 aprile 2008 il KAG (gruppo di interesse locale per salvare l'ambiente specifico) ha reso noto che sette cavalli, in mano a contadini che avevano tentato senza successo di addomesticarli, sono stati liberati e si trovano sulla cima dell'amba. Il 2 maggio erano in atto restrizioni all'accesso per evitare ulteriore degrado provocato dal bestiame domestico. L'Istituto Progetto Sud, organizzazione non governativa italiana, ha iniziato nel 2008 un progetto di aiuto a tre aree nella zona di Harar, come risultato del lavoro di ricerca.